# Euphorbia skottsbergii
Euphorbia skottsbergii là một loài thực vật có hoa trong họ Đại kích. Loài này được Sherff mô tả khoa học đầu tiên năm 1936.

## Hình ảnh

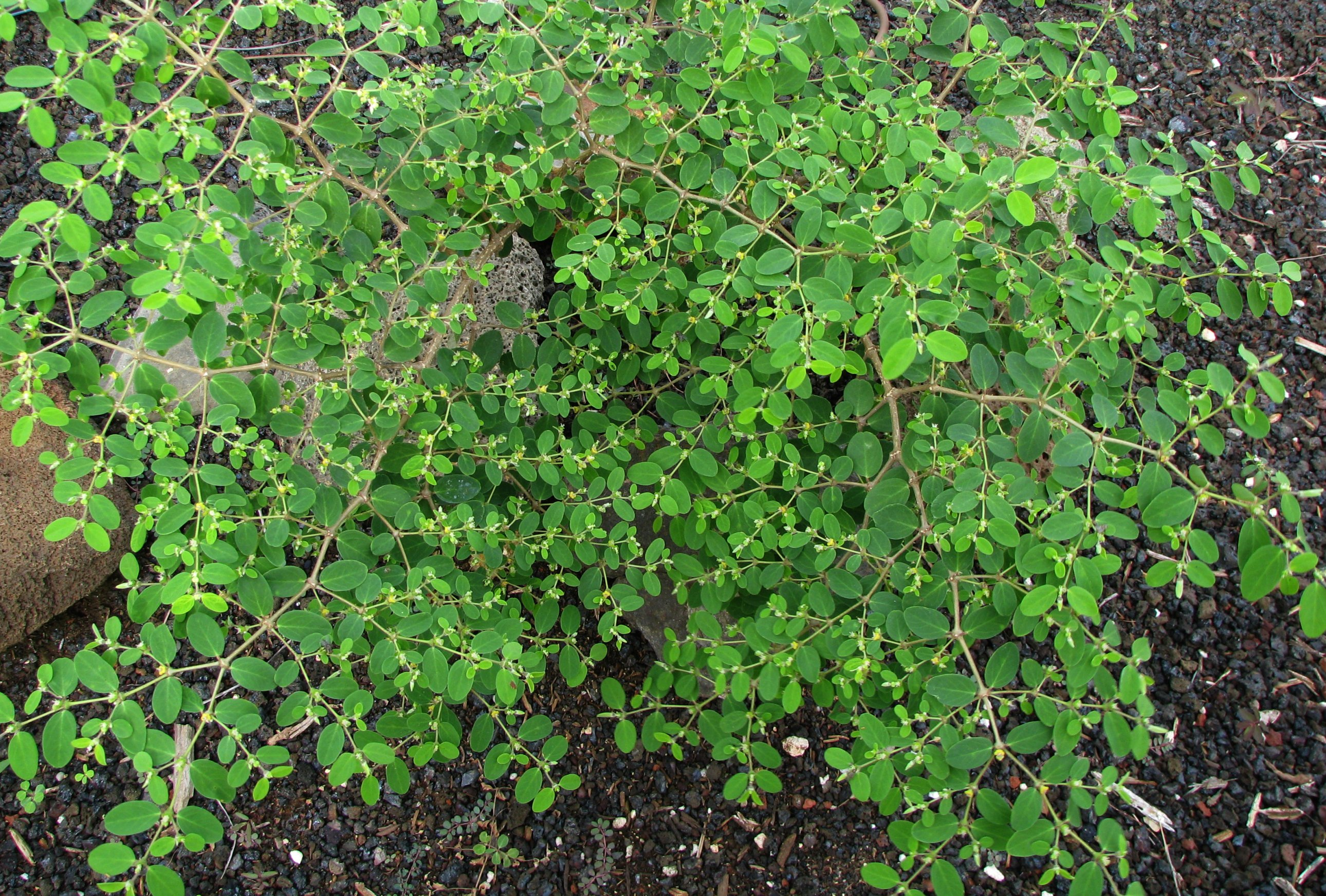
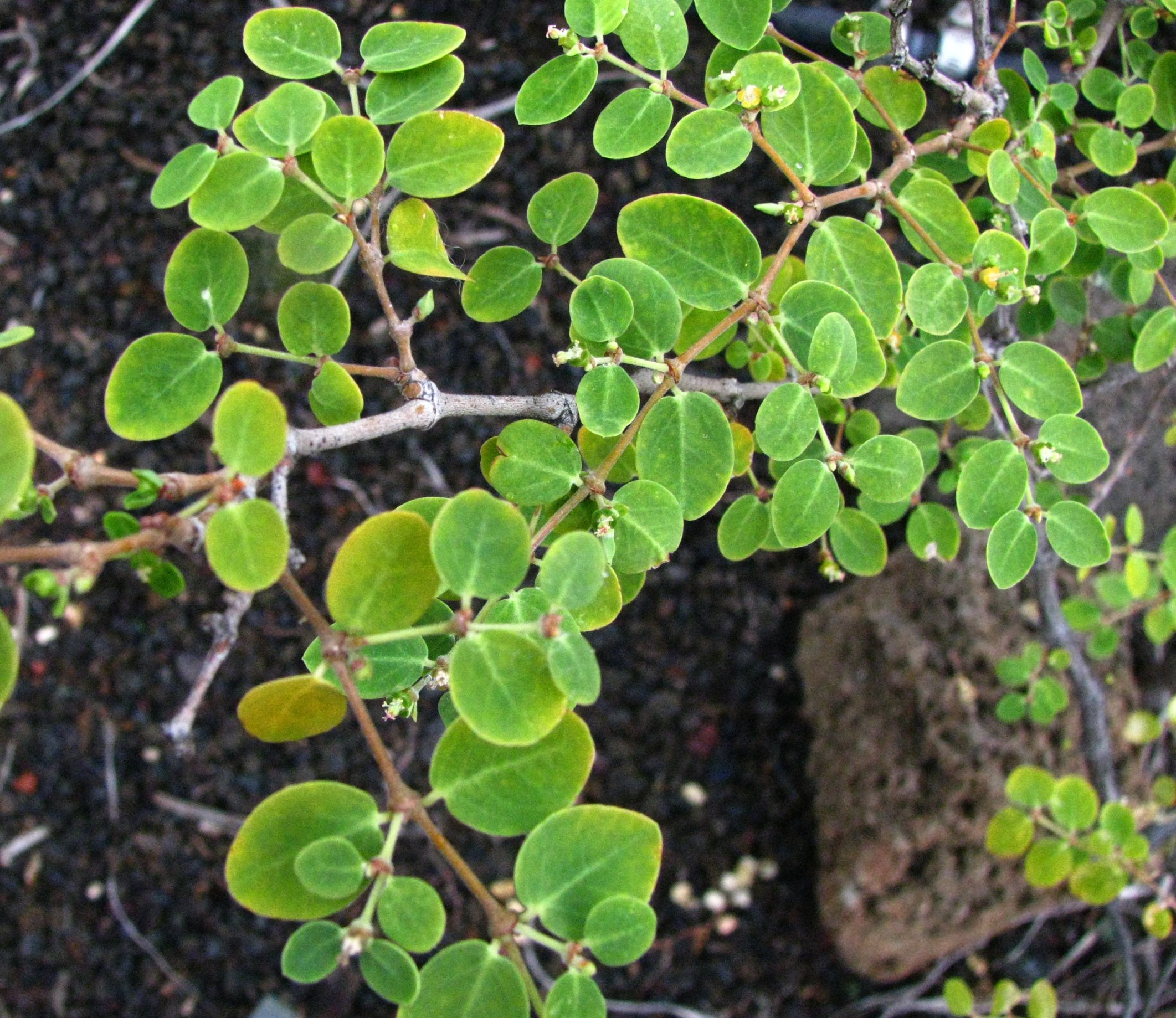
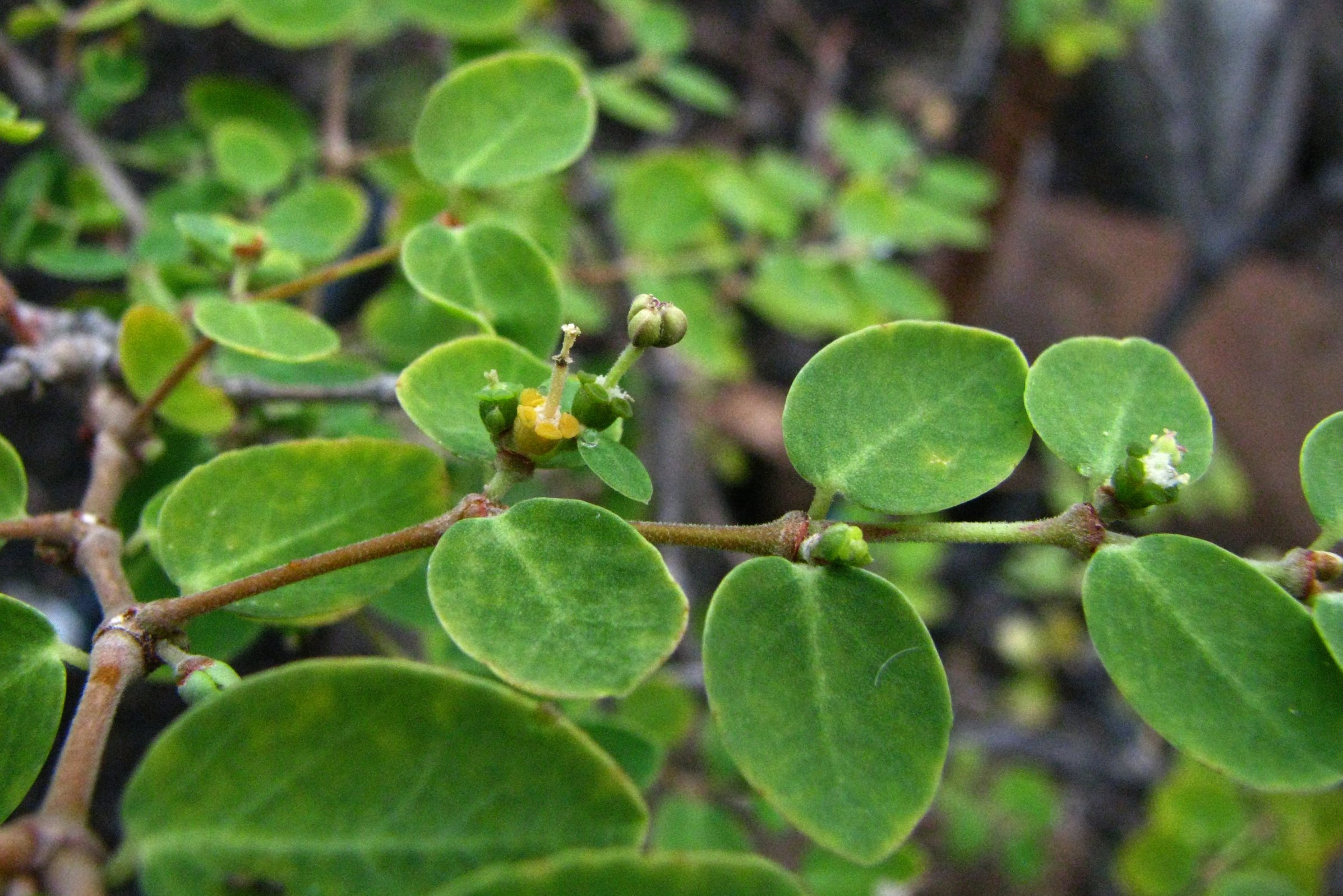
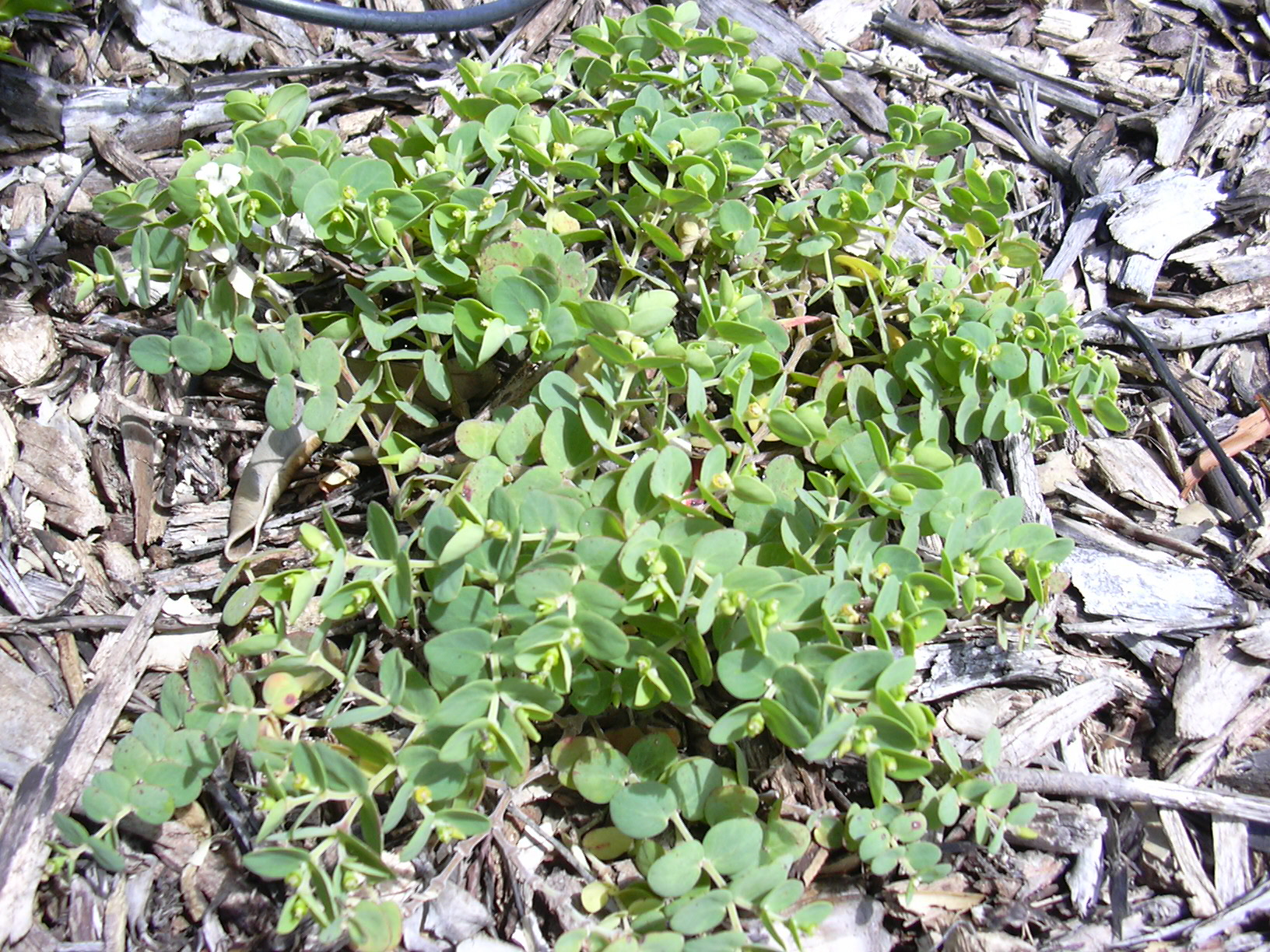